# 막스 플랑크 해양 미생물학 연구소
막스 플랑크 해양 미생물학 연구소(독일어: Max-Planck-Institut für marine Mikrobiologie, 영어: Max Planck Institute for Marine Microbiology)는 독일의 브레멘에 있다. 이 연구소는 1992년에 설립되었고, 1996년에 브레멘 대학교의 캠퍼스에 있는 새로운 건물로 옮겼다. 이 연구소는 80개의 막스 플랑크 연구소(Max Planck Gesellschaft) 중의 하나이다.